# آلفونسو پررا
آلفونسو پررا (اسپانیایی: Alfonso Parera‎; ۱۹ سپتامبر ۱۹۲۲ – ۲۸ ژوئن ۱۹۹۶) وزنه‌بردار اهل کوبا بود. وی در بازی‌های المپیک تابستانی ۱۹۴۸ شرکت کرده‌است.